# Putujuće drvo
Putujuće drvo (lat. Ravenala madagascariensis), vrsta palmolike biljke s otoka Madagaskara, jedini predstavnik svoga roda u porodici Strelitziaceae, red đumbirolikih (Zingiberales). 
Ova biljka poznata je kao putničko stablo, Traveller's Tree ili  Traveller's Palm, Arbre du voyageur, zbog zaliha vode koje sadržava u sebi. Voda koja se nalazi unutar biljke je crna i neugodnog mirisa, te ju je potrebno prije pročistiti.
Srodna je vrsti Strelitzia, a odlikuje se velikim listovima koji rastu na velikim čvrstim peteljkama i poravnati su u jednoj ravnini.
- Kora
- Plod
- Sjeme
- Ravanela u Singapuru
- list

## Vanjske poveznice
- Traveller's palm  Arhivirana inačica izvorne stranice od 17. lipnja 2016. (Wayback Machine)